# Yehezkel Naiman
 (mars 2021).
Si vous disposez d'ouvrages ou d'articles de référence ou si vous connaissez des sites web de qualité traitant du thème abordé ici, merci de compléter l'article en donnant les références utiles à sa vérifiabilité et en les liant à la section « Notes et références ».
Pour les articles homonymes, voir Najman.
Yehezkel Naiman ou Najman, surnommé Chil, né le 1er février 1894 à Iłża (powiat de Radom en Pologne) et mort le 10 juillet 1953 à Paris 13e, est un militant juif socialiste, en Pologne et en France, de l'Union générale des travailleurs juifs (Bund) et un militant culturel yiddish.

## Biographie
Yehezkel Naiman est né le 1er février 1894 à Iłża d'Avraham Najman, décédé jeune et de Simcha Najman assassinée à Treblinka en 1942. Son père est pâtissier. Il est d'abord éduqué dans une école religieuse, puis quitte l'école pour devenir, à 11 ans, apprenti dans le travail du cuir. 
Sa femme Hinda Najman (née Kon), née le 20 mars 1893 à Criechanow est raflée à Paris, déportée le 29 juillet 1942 et décédée le 3 août 1942 à Auschwitz. 
Sa fille Léna sera envoyée aux États-Unis où elle se mariera avec Sam Ambaras et aura deux fils, Robert et David Ambaras. À la mort de son mari Léna revient en France et épouse Meni Wieviorka, son premier amour.

### Le Bund
Peu à peu, il se rapproche du Bund. Il est arrêté par la police tsariste en 1912, puis relâché. Il a alors 18 ans.
En 1917, dans Varsovie sous occupation allemande, tous les dirigeants du Bund sont arrêtés par la police. C'est alors que Yehezkel Naiman prend des responsabilités dans le Bund.
Au début de 1918, il est envoyé par le Bund à Lublin où il participe à l'organisation d'un Conseil ouvrier du type "Soviet". Yehezkel Naiman représente le Bund avec Henryk Ehrlich.
Après son retour à Varsovie, Yehezkel Naiman s'implique dans le Syndicat du cuir dont il devient le secrétaire.

### L'action culturelle
C'est « un homme extrêmement cultivé, passionné de poésie ».
A Lublin en 1918, il s'occupe d'une action culturelle au sein de l'association « Le Rossignol » avec Bela Szpiro.

### La rupture avec les communistes
Dans les débats internes au Bund, il participe d'abord à la fraction proche des bolchéviks, le « Kombund », mais quand ce groupe rejoint le Parti communiste polonais, il ne peut se résoudre à y adhérer et abandonne ses activités politiques et syndicales.
Il émigre à Berlin où il devient modéliste-couturier, spécialisé dans les manteaux pour dames. Il s'installe ensuite à Paris où il continue cette activité.
Il ne milite plus, mais participe à des débats de la  Kultur Lige (Ligue culturelle) organisée par les communistes juifs.
Avec d'autres responsables de la Ligue culturelle (Charles Rappoport, Alexandre Minc, Faïvel Schrager, Simon Borenstein, Kuba Goldberg), il rompt complètement avec le communisme stalinien en 1936, lors des Procès de Moscou.
Il revient alors au Bund en 1938 et en sera, dès lors, un des principaux dirigeants, en France.

### La Résistance
Sous l'occupation, il entre dans la Résistance. Sous sa direction, un groupe confectionne des faux papiers : cartes d'identité et de ravitaillement, pour sauver des Juifs. Il publie tracts et journaux en yiddish.
Il est arrêté par les Allemands en 1943, mais réussit à s'échapper et continue, sous une fausse identité, ses activités clandestines.
C'est l'un des cofondateurs du CRIF.

### Le journal yiddish
Après la Seconde guerre mondiale, il devient le rédacteur en chef de Notre voix (Unzer Schtimè), l'un des trois journaux en yiddish de Paris, les deux autres étant sioniste et communiste.
Chil Najman prend position contre le sionisme, en particulier dans un article virulent de Notre voix, le 15 janvier 1946.
En 1948, il participe à New York à la création de l'Organisation mondiale pour la culture bundiste et à la Conférence mondiale du Bund.
Il participe à la vie juive, en particulier dans l'Arbeter Ring, jusqu'à sa mort d'une crise cardiaque dans le 13e arrondissement de Paris, en 1953.